# 282. Infanterie-Division (Wehrmacht)
Die 282. Infanterie-Division war ein militärischer Großverband der Wehrmacht.

## Divisionsgeschichte
Am 1. März 1943 wurde die 282. ID aus Teilen der 165. und 182. Reserve-Division in Cherbourg im besetzten Frankreich aufgestellt. Kurz danach erfolgte die Unterstellung von der Heeresgruppe D in die Heeresgruppe Süd und die Verlegung aus Nordfrankreich an die Ostfront bei Charkow in der Ukraine, wo sich die Wehrmacht in Abwehrkämpfen gegen die vorrückende Rote Armee befand. Im Verband der 8. Armee kämpfte die 282. ID am Dnepr und bei Kirowgrad. Im Januar 1944 erfolgte eine Umgliederung zu einer „Division neuer Art 44“. Während der Operation Jassy-Kischinew wurde die 282. ID zusammen mit der gesamten Heeresgruppe Südukraine in der sogenannten „Pruthschlacht“ vernichtet und am 9. Oktober 1944 formell aufgelöst. Die Reste wurden in die 76. ID und 15. ID integriert.

## Kommandeure
- März bis 15. August 1943 Generalleutnant Wilhelm Kohler
- 15. August 1943 bis unbekannt Generalmajor Hermann Frenking

## Gliederung
- Grenadier-Regiment 848
- Grenadier-Regiment 849
- Grenadier-Regiment 850
- Artillerie-Regiment 282
- Pionier-Bataillon 282
- Feldersatz-Bataillon 282
- Panzerjäger-Abteilung 282
- Füsilier-Bataillon 282
- Nachrichtenabteilung 282
- Nachschubtruppen 282